# Circuito Brasileiro de Voleibol de Praia Feminino Sub-21 de 2020
O Circuito Brasileiro de Voleibol de Praia Sub-21 de 2020, também chamado de Circuito Banco do Brasil de Vôlei de Praia Sub-21, foi a décima oitava edição da principal competição nacional de Vôlei de Praia na categoria Sub-21 na variante feminina, prevista para iniciar em 23 de abril de 2020., reprogramado para iniciar em  26 de maio de 2021, devido a Pandemia da COVID-19.

## Resultados

### Circuito Sub-21
| Evento                                                                   | Ouro                              | Prata                                    | Bronze                      | Quarto lugar                      |
| 1ª Etapa Rio de Janeiro, Rio de Janeiro 26 a 29 de maio de 2021.         | Manu Niemeyer Mafe Ferreira       | Anne Catherine Kolbow Lara Raissa Kolbow | Ághata Bianca Karol Góis    | Maria Luiza Sena Emanuely Cardoso |
| 2ª Etapa Rio de Janeiro, Rio de Janeiro 29 de maio a 1 de junho de 2021. | Ághata Bianca Karol Góis          | Maria Luiza Sena Emanuely Cardoso        | Manu Niemeyer Mafe Ferreira | Izadora Stedile Mayara Lamin      |
| 3ª Etapa Rio de Janeiro, Rio de Janeiro 19 a 21 de julho de 2021.        | Nina Chávarry Carolina Sallaberry | Fernanda Melo Lívia Katarine             | Mayara Lamin Carol Mauloni  | Manu Niemeyer Mafe Ferreira       |
| 4ª Etapa Rio de Janeiro, Rio de Janeiro 22 a 24 de julho de 2021.        | Nina Chávarry Carolina Sallaberry | Izadora Stedile Júlia Lawrenz            | Mayara Lamin Carol Mauloni  | Manu Niemeyer Mafe Ferreira       |